# Едвард Марш (веслувальник)
Едвард Марш (англ. Edward Marsh, 12 лютого 1874 — 10 жовтня 1932) — американський академічний веслувальник.
Олімпійський чемпіон 1900 року в складі вісімки.